# FusionPCB
FusionPCBは、中国深圳市のSeeed studio社が提供する製造サービスである。全世界を対象に基板製造（PCB）、部品実装（PCBA）、その他の電子・機械オーダーメイド （CNCミリング、3Dプリント、基板レイアウト設計など）を含むワンストップサービスを提供している。基板製造の条件によっては日本国内PCBメーカーの1/10の価格で作ることができる。2017年に通販サイトを開設し、オンラインでの製造資料の送信や決済に対応する。

## サービス内容
- プリント基板製造サービス
  - FR4基板に加えてアルミ基板やフレキシブル基板などに対応可能で、他の特性インピーダンス制御基板やビルドアップ基板などの製造サービスも提供する。基板数量によって、製造時間（3〜7日）・配送時間（1〜3日）の所要期間を経て、中国から約1週間で日本に到着する。
- プリント基板実装サービス
  - 必要となる部品は1個からでも調達を請け負い、深圳現地の華強北から部品を調達し、中国産部品を安価に入手できる。自社工場で、品質を管理・監督し、案件のリピート性に応じて実装方法を「手付け実装」、「手載せ実装」、「マウンター実装」の3種類から選択できる。更に、顧客の要望に応じて、実装済みの基板へのファームウェアの書き込み、電圧チェック、I2Cの認識テストなど幅広いサービス提供が可能である。
- 回路設計・レイアウトサービス
  - 回路図（schファイル）、「部品リスト（BOM表）、指示図、基板外形図（＋部品配置案図）を提出することで、3000ピンまでの設計案件なら約1週間で設計が完了する。納品データ形式はガーバーデータ（RS-274X）と顧客が指定するソフト (KiCad, Eagle, Orcad, Allegro) 用データである。
- メタルマスク (及びステンシル) 製造サービス
- 3Dプリント造形サービス

## 特徴
- １クリックで即時に見積が計算される
- 生産追跡可能 - 注文履歴からプリント基板の製造状況が追跡できる
- 各種伝票発行可能 - 日本の商習慣に合わせ、注文履歴から領収書、請求書、納品書のPDFをダウンロードすることができる
- 日本語サポート - 日本語スタッフがサポート案件に対応
- DFMサービス - 製造資料への審査を無料提供

## 経歴
- 2020年7月24日- 在庫部品リスト - 複数検索機能追加
- 2020年7月21日- 配送業者Japan Direct Lineを追加 - 5〜9営業日での配達が可能となる
- 2020年6月09日- プリント基板向けの評価サービスを提供
- 2020年6月09日- 在庫部品リスト - 華強北のサプライヤーと提携し、華強北にある数十万の中国産電子部品をネットに公開する。
- 2020年5月09日- 参考価格の日本円表示に対応
- 2020年4月26日- お知らせ枠追加 - ホームページでFUSIONPCBサイトの更新・改善状況を閲覧できる
- 2020年1月16日- 各種伝票発行に対応 - 注文履歴から領収書、請求書、納品書のPDFをダウンロードすることができる
- 2019年9月18日- 生産追跡に対応 - 注文履歴からプリント基板の製造状況が追跡できる
- 2019年9月10日- 支払い方法追加 - 口座振込での海外送金は可能になる
- 2017年3月31日- 日本語サイト開設